# Traité frontalier entre le Chili et la Bolivie de 1874
 (juillet 2024).
Le traité frontalier entre le Chili et la Bolivie de 1874 (en espagnol : Tratado de Límites de 1874), aussi appelé Traité Du Sucre  est un traité signé entre le Chili et la Bolivie le 6 août 1874 à Sucre, en Bolivie. Il a été établi dans le but de définir les frontières entre les deux pays et de régler les différends territoriaux qui existaient entre eux à l'époque.

## Contexte
Avant la signature de ce traité, le Chili et la Bolivie étaient en désaccord sur leurs frontières, notamment concernant les territoires riches en ressources naturelles tels que le salpêtre. Ces désaccords avaient entraîné des tensions entre les deux nations.

## Contenu du traité
Le traité frontalier de 1874 établissait une frontière claire entre le Chili et la Bolivie, délimitant les territoires sous la souveraineté de chaque pays. Il spécifiait également les conditions de la gestion des ressources naturelles, telles que le salpêtre, dans les régions frontalières.

## Conséquences
La signature de ce traité a permis de résoudre les différends territoriaux entre le Chili et la Bolivie, contribuant ainsi à apaiser les tensions entre les deux pays. Cependant, cet accord n'a pas résolu définitivement les problèmes entre les deux nations, et des tensions subséquentes ont continué à surgir.